# Metapenaeopsis spatulata
Metapenaeopsis spatulata är en kräftdjursart som beskrevs av Crosnier 1991. Metapenaeopsis spatulata ingår i släktet Metapenaeopsis och familjen Penaeidae. Inga underarter finns listade i Catalogue of Life.